# أورا أندريا مونتيانو
أورا أندريا مونتيانو (بالرومانية: Aura Andreea Munteanu)‏ هي لاعبة جمباز فني رومانية، ولدت في 20 سبتمبر 1988 في كونستانتسا في رومانيا.

## وصلات خارجية
- أورا أندريا مونتيانو على موقع الاتحاد الدولي للجمباز (licence) (الإنجليزية)
- أورا أندريا مونتيانو على موقع الاتحاد الدولي للجمباز (biography) (الإنجليزية)